# Kannapolis
Kannapolis es una ciudad ubicada en el condado de Cabarrus, condado de Mecklenburg y condado de Rowan en el estado estadounidense de Carolina del Norte. La localidad en el año 2000, tenía una población de 36.910 habitantes en una superficie de 78,7 km², con una densidad poblacional de 477,4 personas por km².

## Geografía
Kannapolis se encuentra ubicada en las coordenadas 35°29′26″N 80°37′6″O / 35.49056, -80.61833. Según la Oficina del Censo, la localidad tiene un área total de 78,7 km² (30,4 mi²), de la cual 77,3 km² (29,8 mi²) es tierra y 1,4 km² (0,5 mi²) (1.78%) es agua.

### Localidades adyacentes
El siguiente diagrama muestra a las localidades en un radio de 20 kilómetros (12,4 mi) de Kannapolis.

## Demografía
En el 2000 la renta per cápita promedia del hogar era de $35.532, y el ingreso promedio para una familia era de $42.445. El ingreso per cápita para la localidad era de $17.539. En 2000 los hombres tenían un ingreso per cápita de $30.990 contra $23.277 para las mujeres. Alrededor del 10.50% de la población estaba bajo el umbral de pobreza nacional.

## Personalidades
- George Clinton, músico de funk, soul y rock, líder de Parliament y Funkadelic.
- Dale Earnhardt, expiloto de automovilismo de velocidad.
- Dale Earnhardt Jr., expiloto de automovilismo de velocidad, hijo del anterior.
- Ralph Earnhardt, expiloto de automovilismo de velocidad.
- Ethan Horton, exjugador de fútbol.
- Glenn McDuffie, exmarinero, de V-J Day in Times Square.
- Mike Morton, exjugador de fútbol.
- Britt Nicole, cantante.
- George Shinn, expropietario de equipos de varios equipos de Básquetbol.